# Můj přítel delfín
Můj přítel delfín (v anglickém originále Dolphin Tale) je americký dramatický film z roku 2011. Režisérem filmu je Charles Martin Smith. Hlavní role ve filmu ztvárnili Harry Connick Jr., Ashley Judd, Nathan Gamble, Kris Kristofferson a Morgan Freeman.

## Obsazení
| Harry Connick Jr.  | Clay Haskett     |
| Ashley Judd        | Lorraine Nelson  |
| Nathan Gamble      | Sawyer Nelson    |
| Kris Kristofferson | Reed Haskett     |
| Morgan Freeman     | Cameron McCarthy |
| Jim Fitzpatrick    | Max Connellan    |
| Cozi Zuehlsdorff   | Hazel Haskett    |
| Winter             | sebe             |